# サルテアーノ
サルテアーノ (伊: Sarteano) は、イタリア共和国トスカーナ州シエーナ県にある、人口約4,500人の基礎自治体（コムーネ）。

## 地理

### 位置・広がり

#### 隣接コムーネ
隣接するコムーネは以下の通り。
- チェトーナ
- キアンチャーノ・テルメ
- キウージ
- ピエンツァ
- ラディコーファニ
- サン・カシャーノ・デイ・バーニ

### 気候分類・地震分類
サルテアーノにおけるイタリアの気候分類 (it) および度日は、zona E, 2237 GGである。
また、イタリアの地震リスク階級 (it) では、zona 3 (sismicità bassa) に分類される。